# Demokrates z Tenedos
Demokrates (gr. Δημοκράτης) – starożytny grecki zapaśnik pochodzący z Tenedos, olimpijczyk.
Syn Hegetora. Odniósł zwycięstwo w zapasach na igrzyskach olimpijskich w 204 roku p.n.e. Przybył do Olimpii zmagając się z chorobą nóg, pomimo tego zdecydował się jednak wziąć udział w zawodach. Po wejściu na stadion zakreślił wokół siebie krąg i wezwał przeciwników, by spróbowali wypchnąć go poza jego linię. Żaden nie był w stanie tego dokonać, co zapewniło Demokratesowi wieniec zwycięzcy.